# Oncosiphon
 Oncosiphon   Källersjö, 1988 è un genere di piante angiosperme dicotiledoni della famiglia delle Asteraceae, sottofamiglia Asteroideae, tribù Anthemideae (Asian-southern African grade) e sottotribù Pentziinae.

## Etimologia
Il nome del genere deriva dal greco "onkos" (= bulbo, massa), e "siphon" (= tubo) e fa riferimento al tubo della corolla.
Il nome scientifico del genere è stato definito dal botanico Mari Källersjö (1954-) nella pubblicazione " Botanical Journal of the Linnean Society" (  Bot. J. Linn. Soc. 96(4): 310) del 1988.

## Descrizione

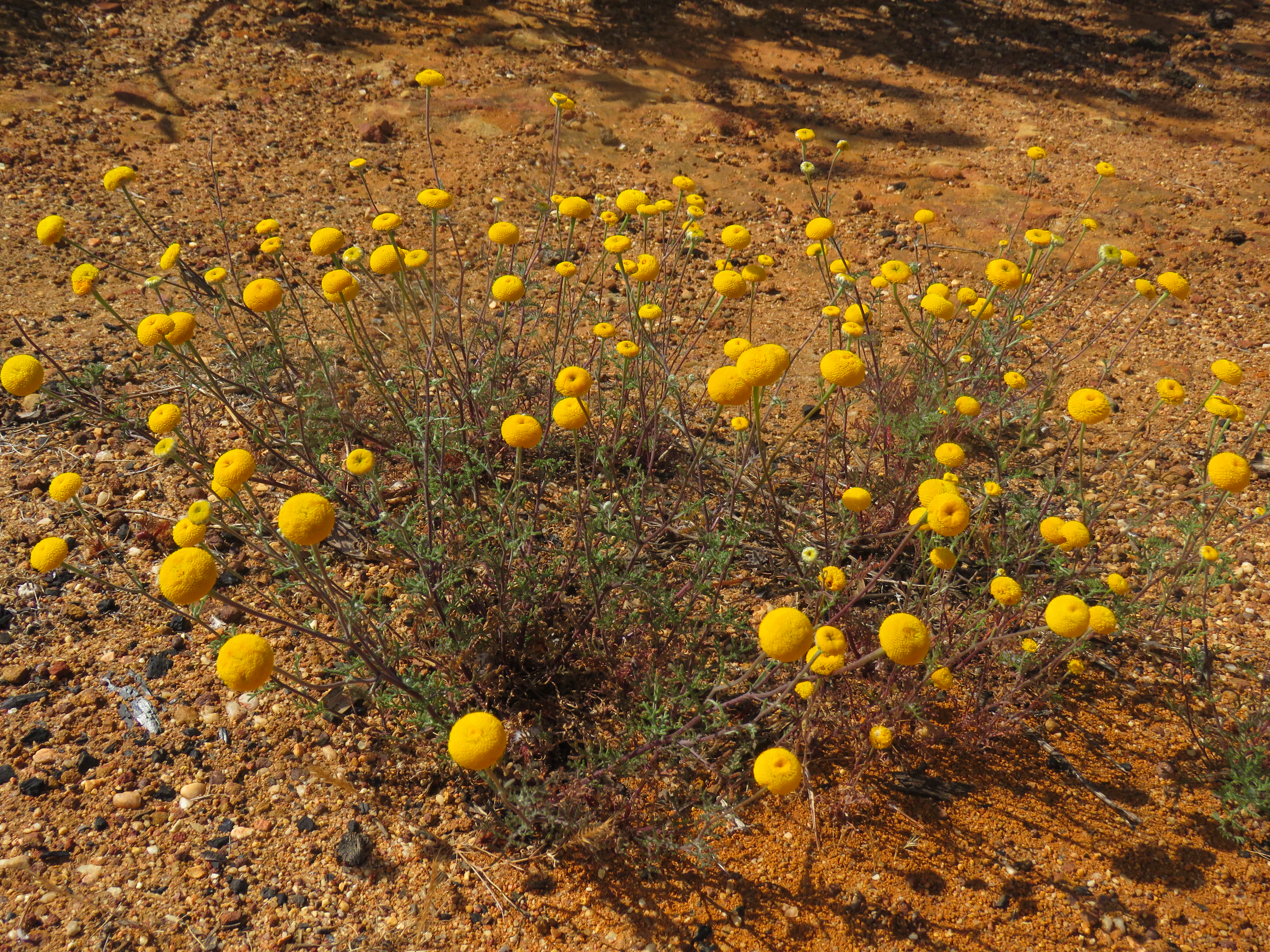
Il portamento
Oncosiphon grandiflorus

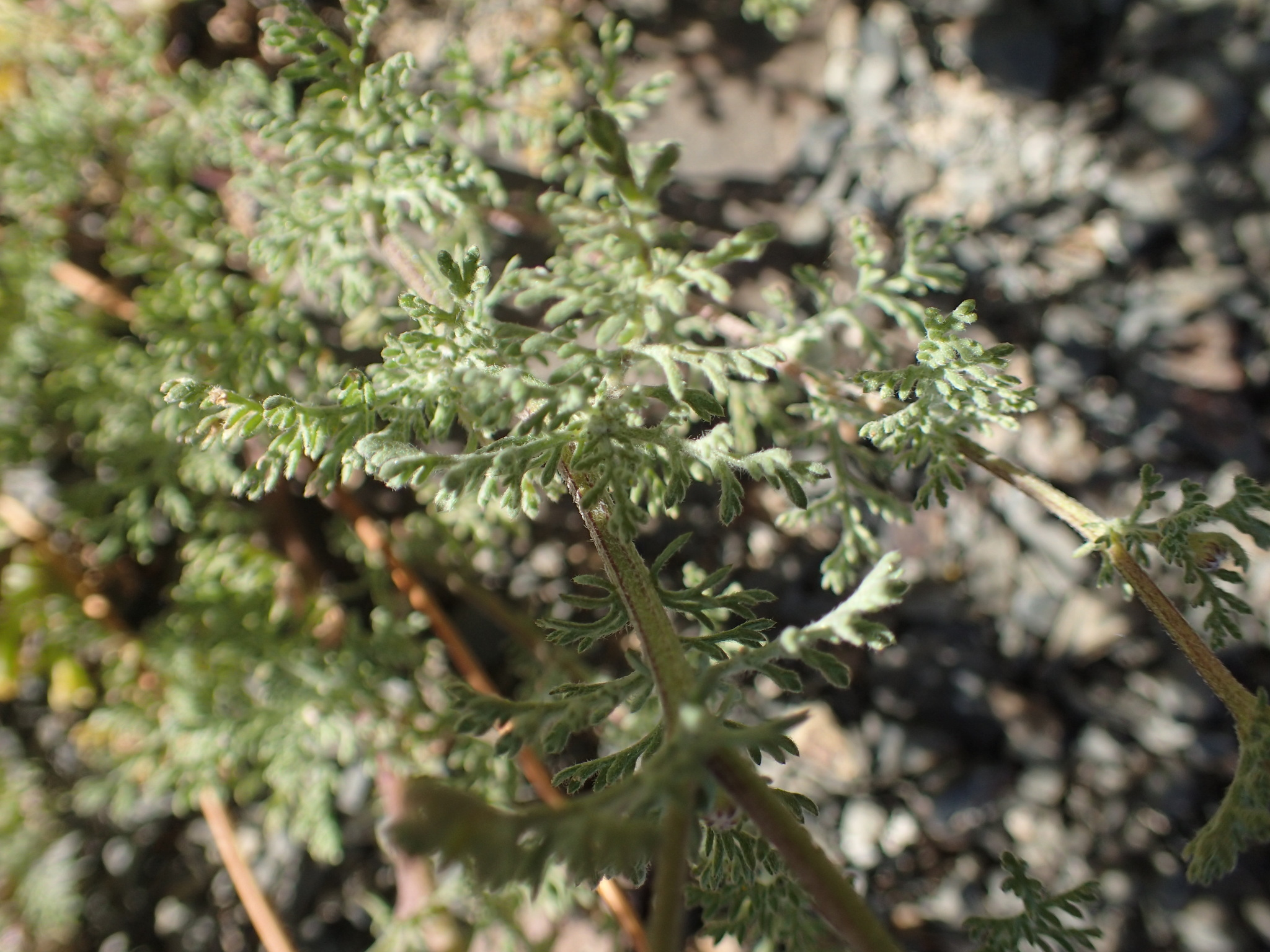
Le foglie
Oncosiphon pilulifer

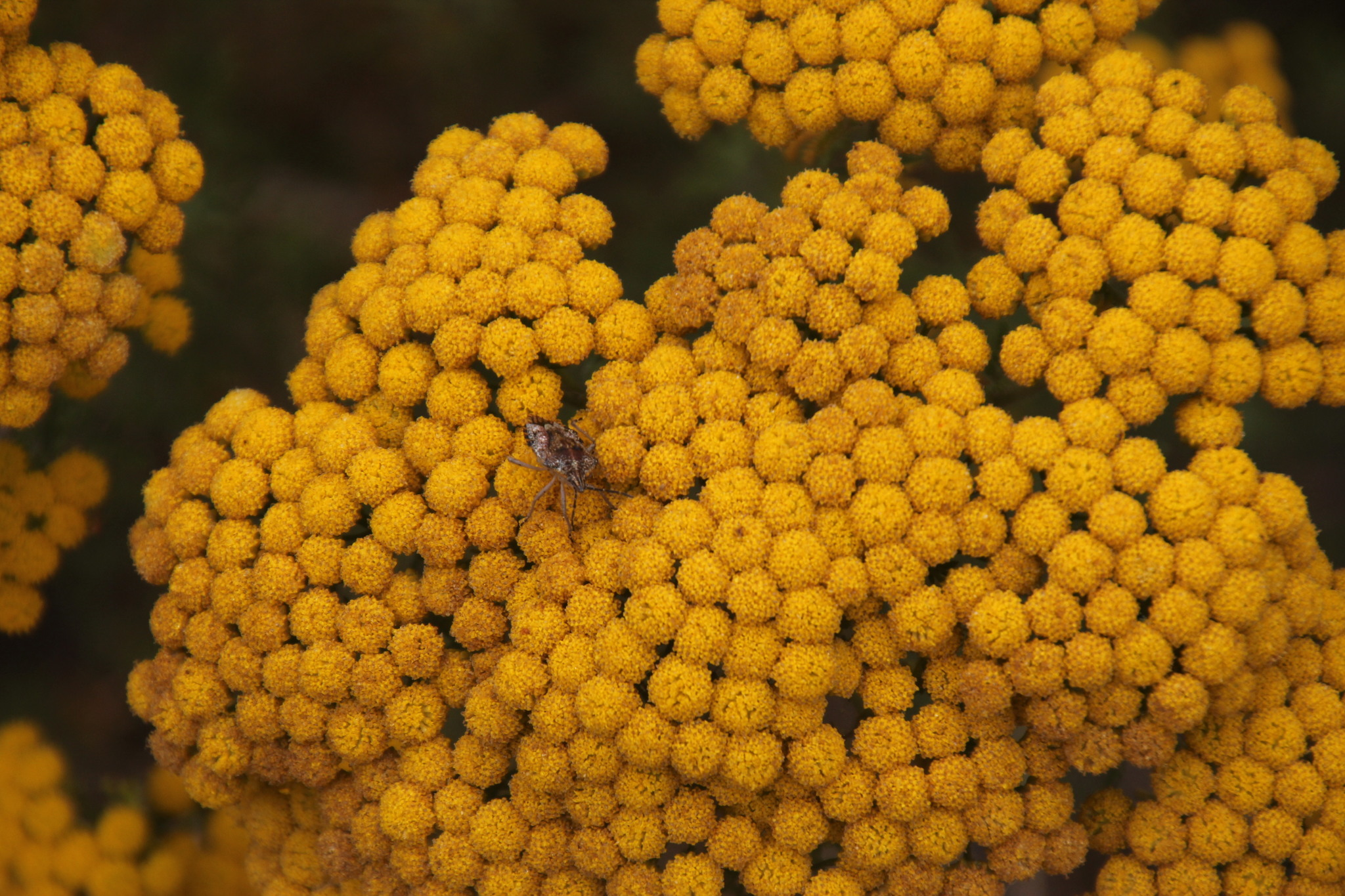
Infiorescenza
Oncosiphon suffruticosus

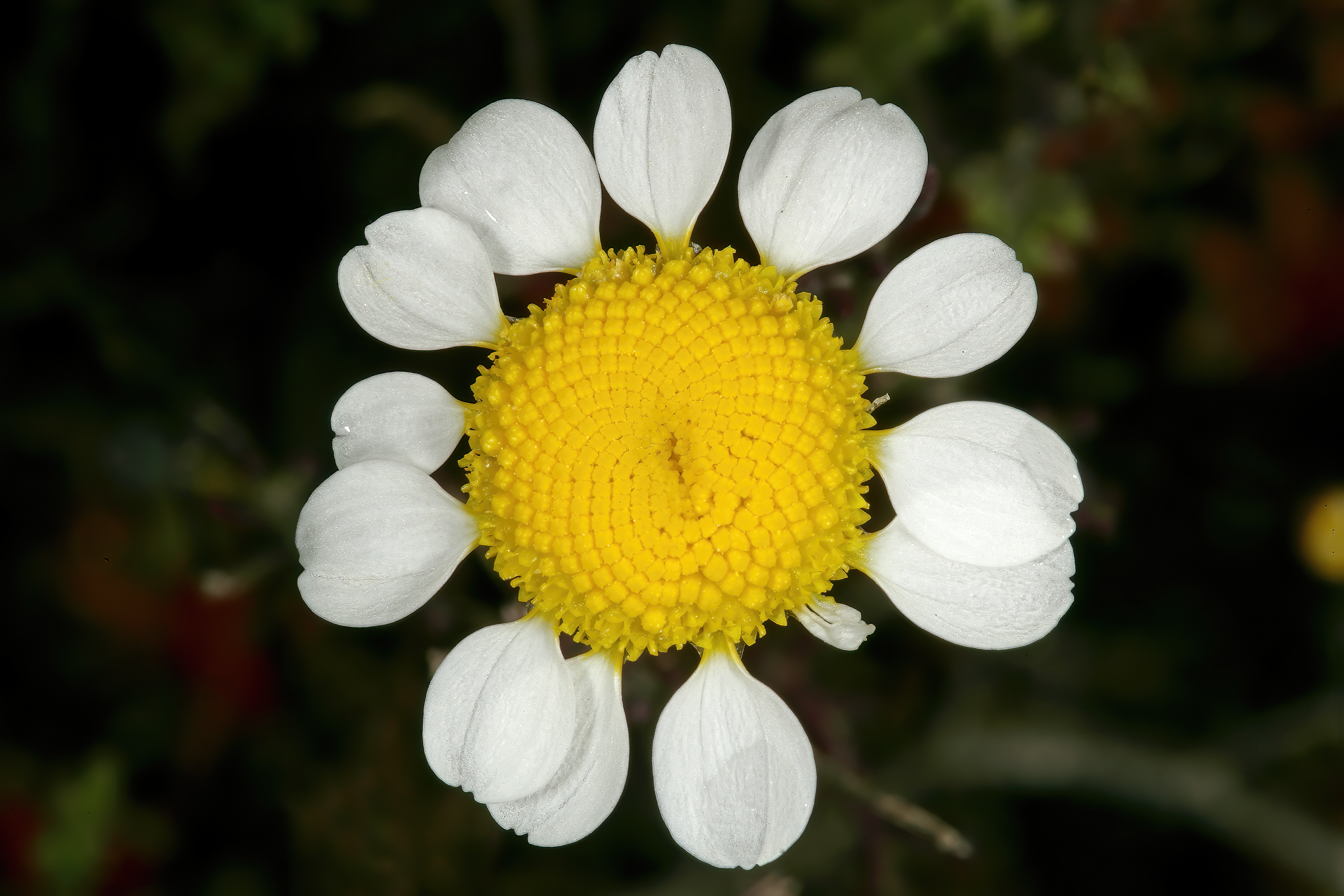
I fiori
Oncosiphon africanus

Portamento. Le specie di questo genere sono erbacee annuali con indumento assente o formato da peli basifissi.
Fusto. La parte aerea in genere è eretta, semplice o ramosa. 
Foglie. Le foglie lungo il fusto sono disposte in modo alterno. La lamina è variamente pennatosetta.
Infiorescenza. Le sinflorescenze sono formate da capolini o solitari o raccolti in modo corimboso lasso. Le infiorescenze vere e proprie sono composte da un capolino terminale peduncolato di tipo radiato o discoide, normalmente con fiori eterogami (raramente omogami). I capolini sono formati da un involucro, con forme emisferiche/cilindriche, composto da diverse brattee, al cui interno un ricettacolo fa da base ai fiori di due tipi: fiori del raggio e fiori del disco. Le brattee, piatte e a consistenza erbacea, sono disposte in modo più o meno embricato su più serie (da 3 a 4). Il ricettacolo, piatto o convesso o conico, è sprovvisto di pagliette avvolgenti la base dei fiori. Le brattee al margine sono scariose, mentre al centro può essere presente un canale resinoso.
Fiori.  I fiori sono tetra-ciclici (formati cioè da 4 verticilli: calice – corolla – androceo – gineceo) e pentameri (calice e corolla formati da 5 elementi). Si distinguono in:
- fiori del raggio (esterni): sono femminili, fertili e sono disposti su una serie; la forma è ligulata (zigomorfa); a volte sono assenti;
- fiori del disco (centrali): sono più numerosi con forme brevemente tubulose (attinomorfe); sono ermafroditi e fertili.

- Formula fiorale:

*/x K {\displaystyle \infty }, [C (5), A (5)], G 2 (infero), achenio
- Calice: i sepali del calice sono ridotti ad una coroncina di squame.

- Corolla:

- fiori del raggio: la forma della corolla alla base è più o meno tubulosa-imbutiforme, mentre all'apice è un ligulata alquanto allargata/dilatata; la ligula può terminare con alcuni denti; il colore è bianco;
- fiori del disco: la forma è tubulare bruscamente divaricata in 4 lobi (il tubo è snello e fragile); i lobi, patenti o eretti, hanno una forma deltata o più o meno lanceolata; il colore in genere è giallo.

- Androceo: l'androceo è formato da 5 stami (alternati ai lobi della corolla) sorretti da filamenti generalmente liberi e sottili; gli stami sono connati e formano un manicotto circondante lo stilo. Le antere possono essere sia di tipo basifissa che mediofissa (ossia attaccate al filamento per la base – nel primo caso; oppure in un punto intermedio – nel secondo caso).[12] Questa caratteristica ha valore tassonomico in quanto distingue i generi gli uni dagli altri. Il tessuto endoteciale (rivestimento interno dell'antera) è quasi sempre non polarizzato. Il polline è sferico con un diametro medio di circa 25 micron;  è tricolporato (con tre aperture sia di tipo a fessura che tipo isodiametrica o poro) ed è echinato (con punte sporgenti).

- Gineceo: l'ovario è infero uniloculare formato da 2 carpelli. Lo stilo (il recettore del polline) è profondamente bifido (con due stigmi divergenti) e con le linee stigmatiche marginali separate o contigue. I due bracci dello stilo hanno una forma troncata e possono essere papillosi o ricoperti da ciuffi di peli.

Frutti. Il frutto è un achenio cilindrico con sezione circolare con 4 coste longitudinali. All'apice è presente un anello dentato o formato da scaglie; il pericarpo è privo di cellule miogeniche.

## Biologia
Impollinazione: l'impollinazione avviene tramite insetti (impollinazione entomogama tramite farfalle diurne e notturne).

Riproduzione: la fecondazione avviene fondamentalmente tramite l'impollinazione dei fiori (vedi sopra).

Dispersione: i semi (gli acheni) cadendo a terra sono successivamente dispersi soprattutto da insetti tipo formiche (disseminazione mirmecoria). In questo tipo di piante avviene anche un altro tipo di dispersione: zoocoria. Infatti gli uncini delle brattee dell'involucro (se presenti) si agganciano ai peli degli animali di passaggio disperdendo così anche su lunghe distanze i semi della pianta. Inoltre per merito del pappo (se presente) il vento può trasportare i semi anche a distanza di alcuni chilometri (disseminazione anemocora).

## Distribuzione e habitat
Le specie di questo genere sono distribuite in Africa meridionale (Provincia del Capo). Altrove sono naturalizzate.

## Sistematica
La famiglia di appartenenza di questa voce (Asteraceae o Compositae, nomen conservandum) probabilmente originaria del Sud America, è la più numerosa del mondo vegetale, comprende oltre 23.000 specie distribuite su 1.535 generi, oppure 22.750 specie e 1.530 generi secondo altre fonti (una delle checklist più aggiornata elenca fino a 1.679 generi). La famiglia attualmente (2021) è divisa in 16 sottofamiglie; la sottofamiglia Asteroideae è una di queste e rappresenta l'evoluzione più recente di tutta la famiglia.

### Filogenesi
Il gruppo di questa voce è descritto nella tribù Anthemideae, una delle 21 tribù della sottofamiglia Asteroideae). In base alle ultime ricerche nella tribù sono stati individuati (provvisoriamente) 4 principali lignaggi (o cladi): "Southern hemisphere grade", "Asian-southern African grade", "Eurasian grade" e "Mediterranean clade". Il genere  Oncosiphon  (insieme alla sottotribù Pentziinae ) è incluso nel clade Asian-southern African grade..
Da un punto di vista filogenetico il genere Oncosiphon, nell'ambito della sottotribù, occupa una posizione abbastanza centrale ed è vicina al genere Foveolina (insieme formano un "gruppo fratello").
I caratteri distintivi del genere sono:
- i capolini sono larghi;
- le foglie sono variamente pennate;
- gli acheni dei fiori centrali del disco sono privi di cellule miogeniche.

Il numero cromosomico delle specie di questo genere è: 2n = 12 e 16.

### Elenco delle specie
Questo genere ha 8 specie:
- Oncosiphon africanus (P.J.Bergius) Källersjö
- Oncosiphon glabratus  (Thunb.) Källersjö
- Oncosiphon grandiflorus  (Thunb.) Källersjö
- Oncosiphon intermedius  (Hutch.) Källersjö
- Oncosiphon pilulifer  (L.f.) Källersjö
- Oncosiphon sabulosus  (Wolley-Dod) Källersjö
- Oncosiphon schlechteri  (Bolus ex Schltr.) Källersjö
- Oncosiphon suffruticosus  (L.) Källersjö